# Антоново (Тісульський округ)
Анто́ново (рос. Антоново) — присілок у складі Тісульського округу Кемеровської області, Росія.

## Населення
Населення — 77 осіб (2010; 132 у 2002).
Національний склад (станом на 2002 рік):
- росіяни — 92 %